# RMS Adriatic

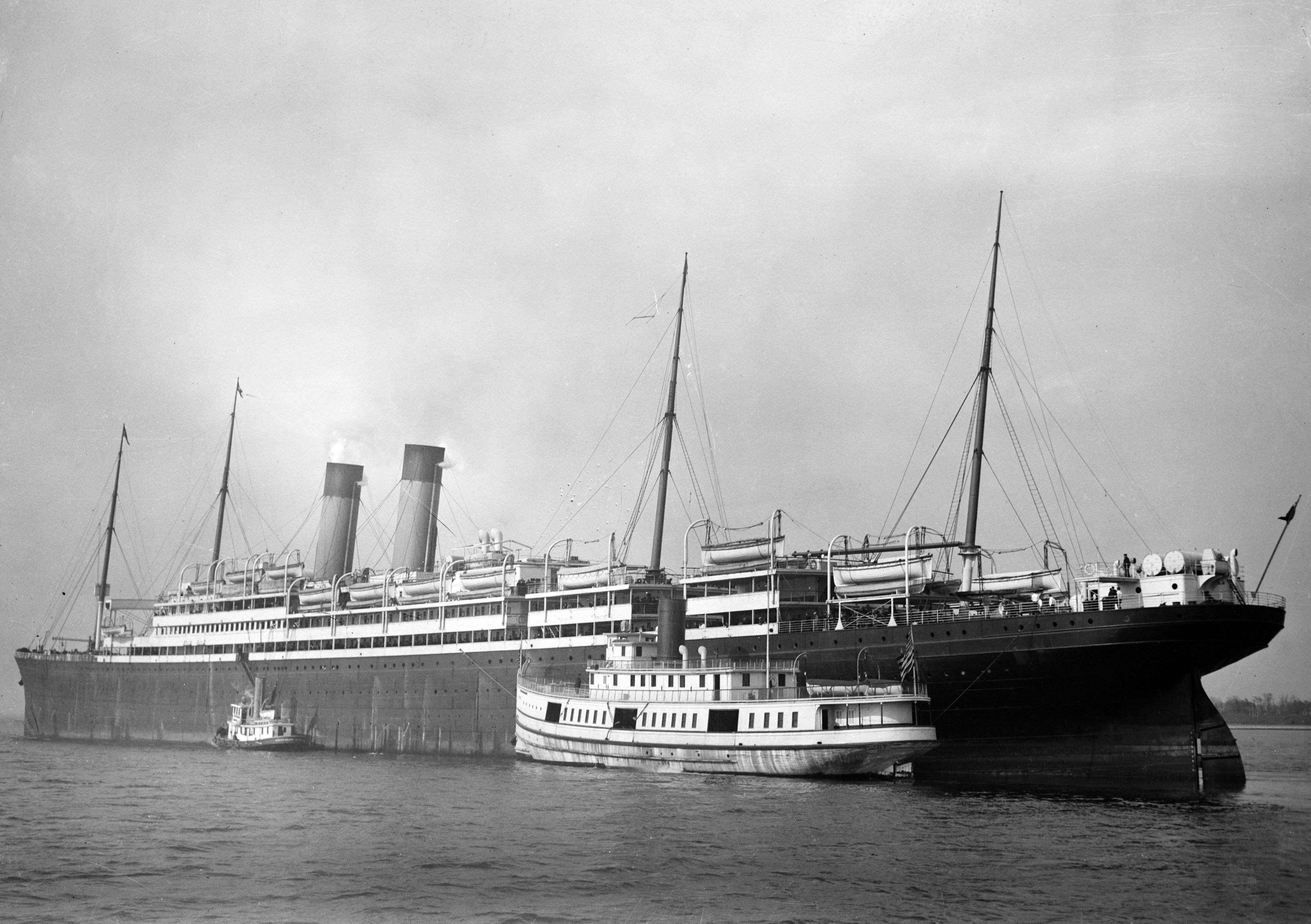
RMS Adriatic, 1907.

RMS Adriatic var ett brittiskt ångfartyg, byggt av Harland and Wolff och sjösatt 1906, som gick i trafik över Atlanten. Hon ägdes av White Star Line och var ett av fartygen som gick under beteckningen De fyra stora. Adriatic var det snabbaste skeppet av dem och det första som utrustades med swimming pool och turkiskt bad.
Hon gjorde sin jungfrufärd 8 maj 1907 under kapten Edward Smiths befäl. Jungfrufärden gick mellan Liverpool och New York, men efter detta gick hon från White Star Lines nya pir vid Southampton. RMS Olympic ersatte Adriatic på denna rutt 1911, och hon utgick då åter från Liverpool. Den 2 maj 1912 reste flera överlevare från RMS Titanics förlisning med Adriatic tillbaka till Europa.
Under första världskriget användes hon som truppskepp. Under 1920-talet började fartyget varva Atlantresor med kryssningar. Hon slutade gå över Atlanten 1933 och användes en kort period som renodlat kryssningsfartyg innan hon skrotades i Osaka, Japan 1935.